# Михајло Продановић
Михајло Продановић био је српски официр у служби Хабзбуршке монархије са чином капетана.
Продановић се нарочито истакао храброшћу у Бици код Шеленберга, због чега је одликован Великом златном медаљом на четвороструком ланцу и добио племићки грб. Грб Продановића је јединствен у српској хералдичкој традицији по томе што се у штиту грба налази крст са оцилима и одликовање за храброст. Преминуо је у Винковцима 1761.